# Vismia martiana
Vismia martiana är en johannesörtsväxtart som beskrevs av H. G. Reich.. Vismia martiana ingår i släktet Vismia och familjen johannesörtsväxter. Inga underarter finns listade i Catalogue of Life.